# 탈로포포강

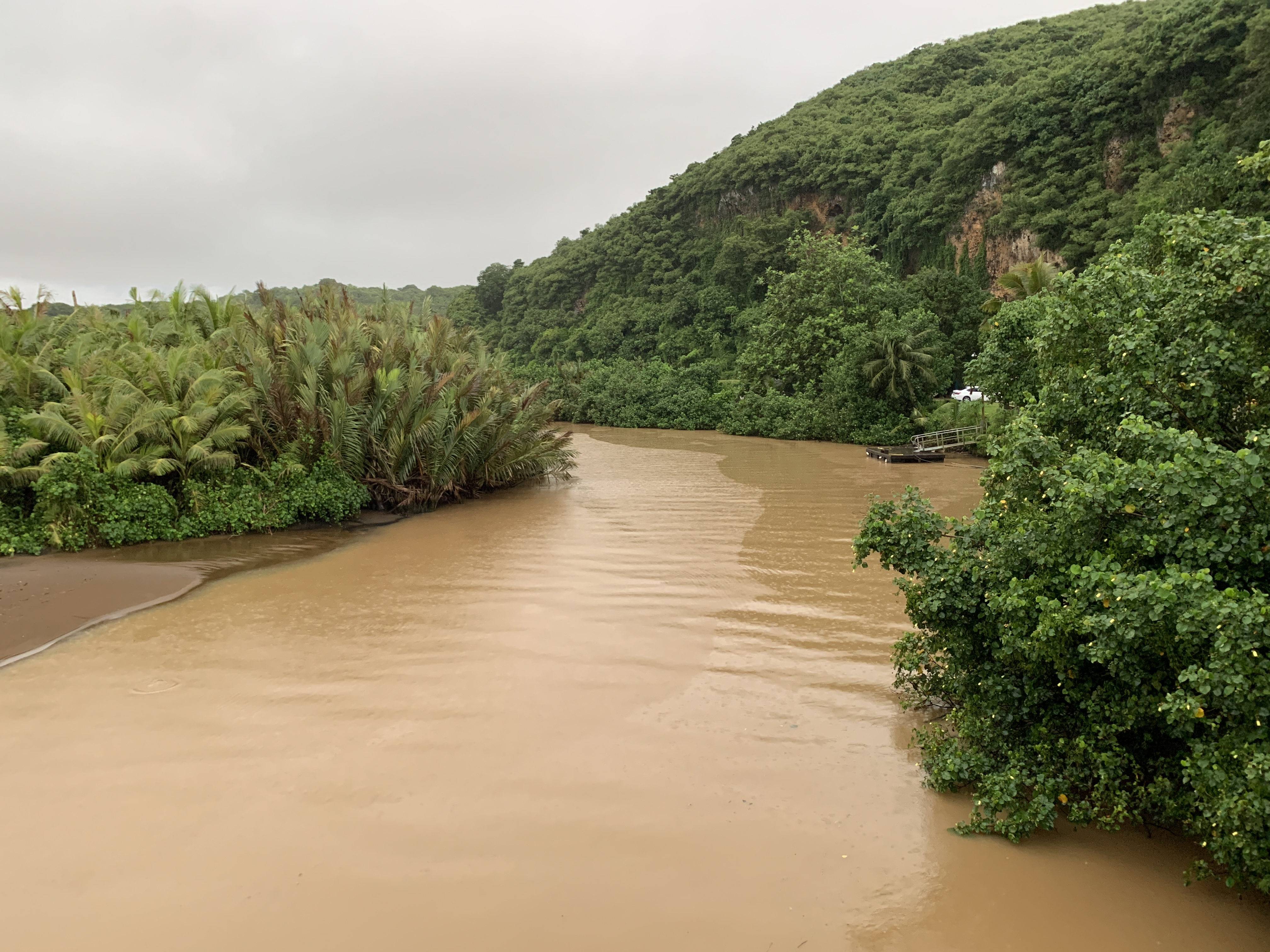
하류 인근

탈로포포강(Talofofo river)는 괌에 있는 강이다. 괌의 남서부에 있는 람람산의 동쪽 사면에서 발원하는 탈로포포강은 북동부로 흘러 탈로포포만으로 흘러간다. 강변에는 괌 최대 호수 페나호와 탈로포포 폭포가 있다. 탈로포포강의 지류 리굼강은 탈로포포강의 거의 하류 끝에서 탈로포포강과 합류한다.